# Pitcairnia micheliana
Pitcairnia micheliana är en gräsväxtart som beskrevs av Henry Charles Andrews. Pitcairnia micheliana ingår i släktet Pitcairnia och familjen Bromeliaceae. Inga underarter finns listade i Catalogue of Life.